# Let There Be Love (canción de Oasis)
«Let There Be Love» es el tercer sencillo del álbum de Oasis  Don’t Believe The Truth, y que salió a la venta el 28 de noviembre de 2005.
Llegó al segundo puesto en la lista de sencillos de Reino Unido en la primera semana del mes de diciembre. Se trata una balada compuesta por Noel Gallagher y cantada por los dos hermanos Gallagher. Se cree que Noel estuvo trabajando en el tema desde los días de ensayo del disco Standing On The Shoulder Of Giants, de 2000. La canción que en un principio se llamaba "It's a crime", fue terminada de mezclar y arreglar justo para el comienzo de la grabación del álbum en el que quedó incluida. 
En el video se puede ver una recopilación de imágenes y grabaciones de la banda durante el verano de 2005 incluyendo filmes de los conciertos de Hampden Park y el City of Manchester Stadium. Sin embargo, los filmes no muestran a la banda tocando "Let There Be Love".
La canción se ha tocado en directo solo una vez, en una radio italiana en una versión acústica cantanda completamente por Noel.

## Lista de canciones
CD single (RKIDSCD 32)

| N.º   | Título                                                             | Duración |  |
| 1.    | «Let There Be Love»                                                | 5:30     |  |
| 2.    | «Sittin' Here In Silence (On My Own)»                              | 1:58     |  |
| 3.    | «Rock 'N' Roll Star» (Live At City of Manchester Stadium July '05) | 7:47     |  |
| 15:15 |                                                                    |          |  |

CD single Japón (EICP 585)

| N.º   | Título                                                                   | Duración |  |
| 1.    | «Let There Be Love»                                                      | 5:30     |  |
| 2.    | «Rock 'N' Roll Star» (Live At City of Manchester Stadium July '05)       | 7:47     |  |
| 3.    | «Don't Look Back In Anger» (Live At City of Manchester Stadium July '05) | 5:39     |  |
| 18:56 |                                                                          |          |  |

Vinilo de 10" (RKID32), Sencillo en CD Europa (82876 764232)

| N.º  | Título                                | Duración |  |
| 1.   | «Let There Be Love»                   | 5:30     |  |
| 2.   | «Sittin' Here In Silence (On My Own)» | 1:58     |  |
| 7:28 |                                       |          |  |

Sencillo en DVD (RKIDSDVD32)

| N.º   | Título                                                                                         | Duración |  |
| 1.    | «Let There Be Love»                                                                            | 5:35     |  |
| 2.    | «Let There Be Love» (Demo)                                                                     | 5:25     |  |
| 3.    | «Excerpts From The Forthcoming Film 'Lord Don't Slow Me Down' And The Let There Be Love Video» | 13:25    |  |
| 24:25 |                                                                                                |          |  |

CD promocional (RKIDSCD32P)

| N.º  | Título                           | Duración |  |
| 1.   | «Let There Be Love» (Radio Edit) | 3:58     |  |
| 3:58 |                                  |          |  |

CD promocional Irlanda (none)

| N.º  | Título              | Duración |  |
| 1.   | «Let There Be Love» | 5:30     |  |
| 5:30 |                     |          |  |

Betacam promocional (none)

| N.º  | Título                            | Duración |  |
| 1.   | «Let There Be Love» (Music Video) | 4:43     |  |
| 4:43 |                                   |          |  |